# Jethro Burns
Kenneth Charles „Jethro“ Burns (* 10. März 1920; † 4. Februar 1989) war ein US-amerikanischer Bluegrass- und Country-Musiker.
Burns begann mit sechs Jahren Mandoline zu spielen. Bei einem Amateurwettbewerb des Radiosenders WNOX in Knoxville lernte er 1932 Henry Haynes kennen. Die beiden Zwölfjährigen bekamen darauf einen Job als Studiomusiker und bildeten ein Duo, das Popsongs auf komödiantische Weise darbot. Sie traten als Homer and Jethro 39 Jahre lang auch in Radiosendungen auf, bis Haynes 1971 starb. In den folgenden Jahren trat Burns mit eigenem Jazzensemble, dem Jethro Burns Quartet, auf (zu dem zeitweilig sein Schüler Don Stiernberg gehörte), außerdem mit seinem Schwager Chet Atkins und dem Folksänger Steve Goodman. Alben entstanden auch mit John Prine, Joe Venuti, David Grisman, Hank Penny, June Carter Cash und Pee Wee King. Burns starb im Februar 1989 an Prostatakrebs. 2001 wurden Homer and Jethro in die Country Music Hall of Fame aufgenommen.

## Diskographische Hinweise
- Jethro Burns (Flying Fish, 1977)
- Tiny Moore & Jethro Burns – Back to Back (Acoustic Disc, 1984) mit Ron Carter, Shelly Manne